# Геллхорн, Марта
Марта Эллис Геллхорн (англ. Martha Ellis Gellhorn; 8 ноября 1908 — 15 февраля 1998) — американская журналистка, писательница, одна из величайших военных корреспондентов XX века. Она освещала практически каждый крупный мировой конфликт, который происходил во время её 60-летней карьеры. Была третьей женой писателя Эрнеста Хемингуэя с 1940 по 1945 год.

## Биография
Родилась 8 ноября 1908 года в Сент-Луисе, США. Ее отец Джордж Геллхорн был врачом-гинекологом с немецкими корнями, мать — Эдна Фишелл, была активной защитницей женских прав. Оба родителя были наполовину евреями. С детства писала стихи и короткие рассказы. В 1926 году окончила школу. Училась в элитном колледже Брин-Мар, но бросила его в 1927 году. После колледжа начала работу в журнале The New Republic, а затем переехала в Европу.
Во Франции работала в агентстве United Press International и журнале Vogue. В Париже у неё начался роман с философом и экономистом Бертраном де Жувенелем. Она вышла бы замуж за де Жувенеля, если бы его жена согласилась на развод. Находясь в Европе, стала поклонницей пацифизма, о чём рассказала позже в своей книге What Mad Pursuit (1934).
После возвращения в США подружилась с Элеонорой Рузвельт, женой президента. Кроме общих интересов, они выяснили, что первая леди хорошо знала Эдну Фишелл, мать Марты, по колледжу. Через Элеонору Рузвельт Геллхорн познакомилась с Гарри Хопкинсом, который нанял её в качестве обозревателя в «Федеральную чрезвычайную организацию помощи» (ФЕРА). По поручению администрации президента Марта Геллхорн проехала по городам США и написала ряд очерков о том, какие последствия имела Великая депрессия для разных слоёв населения. Результаты наблюдений были изложены ею не только в статьях, но и в книге «Бедствие, которое я видела» (англ. The Trouble I've Seen, 1936). Этот сборник рассказов стал первым литературным произведением, которое написала Марта Геллхорн.
Во время поездки в 1936 году в Ки-Вест, штат Флорида, Марта познакомилась с Эрнестом Хемингуэем. Они решили вместе ехать в Испанию, чтобы следить за ходом гражданской войны. В 1937 году они вместе отметили рождество в Барселоне. После четырёх лет отношений, Эрнест Хемингуэй и Марта Геллхорн поженились в декабре 1940 года. Однако из-за её постоянных разъездов Хемингуэй поставил ультиматум: «Или ты корреспондент на этой войне, или женщина в моей постели». В 1945 году супруги развелись.
После Второй мировой войны работала в журнале The Atlantic: описывала войну во Вьетнаме, Шестидневную войну на Ближнем Востоке и гражданские войны в Центральной Америке.
В 1954 году вышла замуж за главного редактора The Times Томаса Стэнли Меттьюса. Этот брак был разорван в 1963 году, после того, как Марта   узнала о романе мужа на стороне. После этого Геллхорн окончательно разочаровалась в институте брака и больше не выходила замуж.
В возрасте 81 года она приехала в Панаму, где написала о вторжении войск США.
15 февраля 1998 года покончила жизнь самоубийством, проглотив капсулу цианида, после долгой борьбы с раком яичников.

## Память
С 1999 года вручается ежегодная журналистская «Премия имени Марты Геллхорн».

## В популярной культуре
22 апреля 2008 года в США выпустили почтовую марку в честь Марты Геллхорн.
В 2012 году Николь Кидман сыграла Марту Геллхорн в фильме Филиппа Кауфмана «Хемингуэй и Геллхорн».